# پاکستان رنجرز
پاکستان رنجرز (انگلیسی: Pakistan Rangers) دو سپاه شبه‌نظامی فدرال اجرای قانون در پاکستان هستند. این دو سپاه عبارتند از رنجرهای پنجاب (که در استان پنجاب با ستاد مرکزی در لاهور فعالیت می‌کنند) و رنجرهای سند (که در استان سند با ستاد مرکزی در کراچی فعالیت می‌کنند). یک ستاد مرکزی سپاه سوم در اسلام‌آباد وجود دارد، اما فقط برای واحدهایی است که از سپاه دیگر برای انجام وظایف در پایتخت فدرال منتقل می‌شوند. هر دوی آنها بخشی از نیروهای مسلح غیرنظامی هستند.
این سپاه‌ها از نظر اداری تحت نظر نیروی زمینی پاکستان اما تحت ساختارهای فرماندهی جداگانه فعالیت می‌کنند و یونیفرم‌های کاملاً متفاوتی می‌پوشند. با این حال، آنها معمولاً توسط افسرانی که از ارتش پاکستان مأمور شده‌اند، فرماندهی می‌شوند. هدف اصلی آنها تأمین امنیت و دفاع از مرز تقریباً ۲۲۰۰ کیلومتری (۱۴۰۰ مایلی) هند و پاکستان است که به‌طور متقابل به رسمیت شناخته شده است. این مرز شامل خط کنترل به شدت نظامی در درگیری کشمیر نمی‌شود، جایی که استان پنجاب پاکستان در مجاورت جامو و کشمیر تحت کنترل هند قرار دارد. در نتیجه، خط کنترل توسط رنجرهای شبه‌نظامی پنجاب اداره نمی‌شود، بلکه توسط ارتش پاکستان اداره می‌شود. آنها همچنین اغلب در عملیات‌های امنیتی داخلی و خارجی عمده با ارتش عادی پاکستان مشارکت دارند و به نیروهای پلیس استانی برای حفظ قانون و نظم در برابر جرم، تروریسم و ناآرامی کمک می‌کنند. علاوه بر این، رنجرهای پنجاب، به همراه نیروی امنیت مرزی هند، در مراسم باشکوه پایین آوردن پرچم در گذرگاه مرزی واگاه-عطاری در شرق لاهور شرکت می‌کنند.
به عنوان بخشی از نیروهای مسلح غیرنظامی شبه‌نظامی، رنجرها می‌توانند در زمان جنگ و هر زمان که ماده ۲۴۵ قانون اساسی پاکستان برای ارائه «کمک نظامی به قدرت مدنی» مورد استناد قرار گیرد، به کنترل کامل عملیاتی ارتش پاکستان منتقل شوند. نمونه‌ای از این امر، استقرار رنجرهای سند در کراچی برای مقابله با افزایش جرم و تروریسم است. اگرچه این استقرارها رسماً موقت هستند زیرا دولت‌های استانی و فدرال باید اختیارات پلیسی را به این سپاه اختصاص دهند، اما در واقع به دلیل تمدید مکرر این اختیارات، دائمی شده‌اند.
در ژوئیه ۲۰۲۵، یک حادثه در کراچی، توجه‌ها را به وخامت روحیه و شرایط کاری در میان رنجرهای پاکستان جلب کرد. درگیری بین یک پرسنل رنجرز و یک افسر پلیس به تیراندازی مرگباری منجر شد که منجر به مرگ وسیم اختر، پاسبان پلیس و جراحات جدی به یک افسر رنجرز، نعمان، که با گروه ۳۴ اعزام شده بود، شد. نعمان، که طبق گزارش‌ها تحت استرس شدید بود، همچنان در بیمارستان بیهوش است.
ناظران و منابع اجرای قانون خاطرنشان کردند که این درگیری منعکس کننده مسائل سیستمی عمیق‌تری، از جمله حمایت ضعیف از سلامت روان، دستمزد پایین و شرایط نامناسب زندگی پرسنل شبه‌نظامی است. این حادثه بحث‌های عمومی را در مورد فقدان اصلاحات نهادی و عوارض روانی بر نیروهای خط مقدم که در استقرار شهری پرفشار فعالیت می‌کنند، دوباره شعله‌ور کرد.